# ジ・アプレンティス (小説)
『ジ・アプレンティス』（The Apprentice）は、アメリカの副大統領首席補佐官を務めたルイス・リビーによって書かれた小説。1996年に公表された。リビーは、本を書くのに20年以上を費やしたといわれる。公表当初は余り注目されなかったが、プレイム事件をきっかけに脚光を浴びる。
主人公は天然痘流行によって1903年の冬に北日本の宿屋で立ち往生した旅行者という設定である。この小説は、同性愛、近親相姦の場面を含み、獣姦、小児性愛、売春、強姦嗜好など、保守派に典型的に非難された種類の性的逸脱で満ちていた。